# Lesław Tokarski

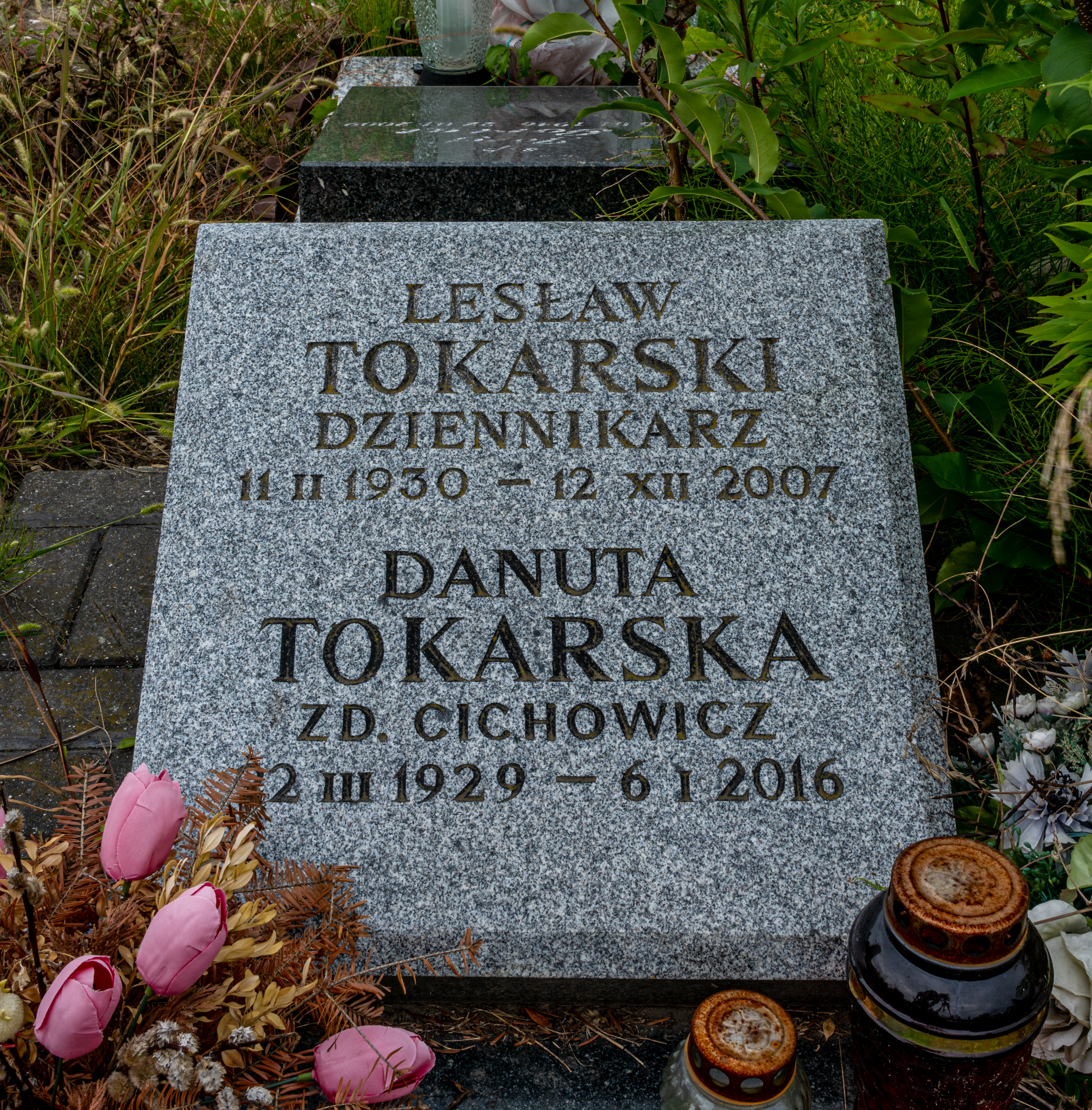
Grób Lesława Tokarskiego na cmentarzu Komunalnym Północnym w Warszawie

Lesław Tokarski (ur. 11 lutego 1930 w Gdyni, zm. 12 grudnia 2007) – polski dziennikarz.

## Życiorys
Był m.in. redaktorem naczelnym "Walki Młodych” (1956–1957), „Głosu Wielkopolskiego” (1970–1981) i tygodnika „Perspektywy”. W latach 1981–1982 kierownik Wydziału Prasy, Radia i Telewizji KC PZPR. W latach 1986–1989 wchodził w skład Rady Społeczno-Gospodarczej przy Sejmie PRL. W latach 1986–1989 był członkiem Ogólnopolskiego Komitetu Grunwaldzkiego.
W latach 1948–1956 był członkiem ZMP, od 1953 roku należał do PZPR. W latach 1962–1971 był członkiem Komitetu Wojewódzkiego PZPR w Poznaniu.
Odznaczony m.in. Krzyżem Kawalerskim, Oficerskim i Komandorskim Orderu Odrodzenia Polski, Złotym Krzyżem Zasługi, Odznaką "Za zasługi dla rozwoju prasy polskiej i Stowarzyszenia Dziennikarzy Polskich" (1974) oraz Złotą odznaką "Za zasługi dla dziennikarstwa" (1985).
Pochowany 19 grudnia 2007 r., na Cmentarzu Komunalnym Północnym w Warszawie.